# کورت نیمفیس
کورت نیمفیس (انگلیسی: Kurt Nimphius؛ زادهٔ ۱۳ مارس ۱۹۵۸) یک بازیکن بسکتبال اهل ایالات متحده آمریکا است.
از باشگاه‌هایی که در آن بازی کرده‌است می‌توان به سن آنتونیو اسپرز، ویرتوس رم، دیترویت پیستونز، دالاس ماوریکس، و لس آنجلس کلیپرز اشاره کرد.